# Convolvulus siculus
Espèce
Synonymes
- Convolvulus ovatus Moench
- Convolvulus parviflorus Salisb.
- Symethus siculus (L.) Raf.[2]

Convolvulus siculus, le Liseron de Sicile, est une espèce de plantes de la famille des Convolvulaceae.

## Habitat
Le Liseron de Sicile se développe sur des pentes rocailleuses ensoleillées.

## Répartition

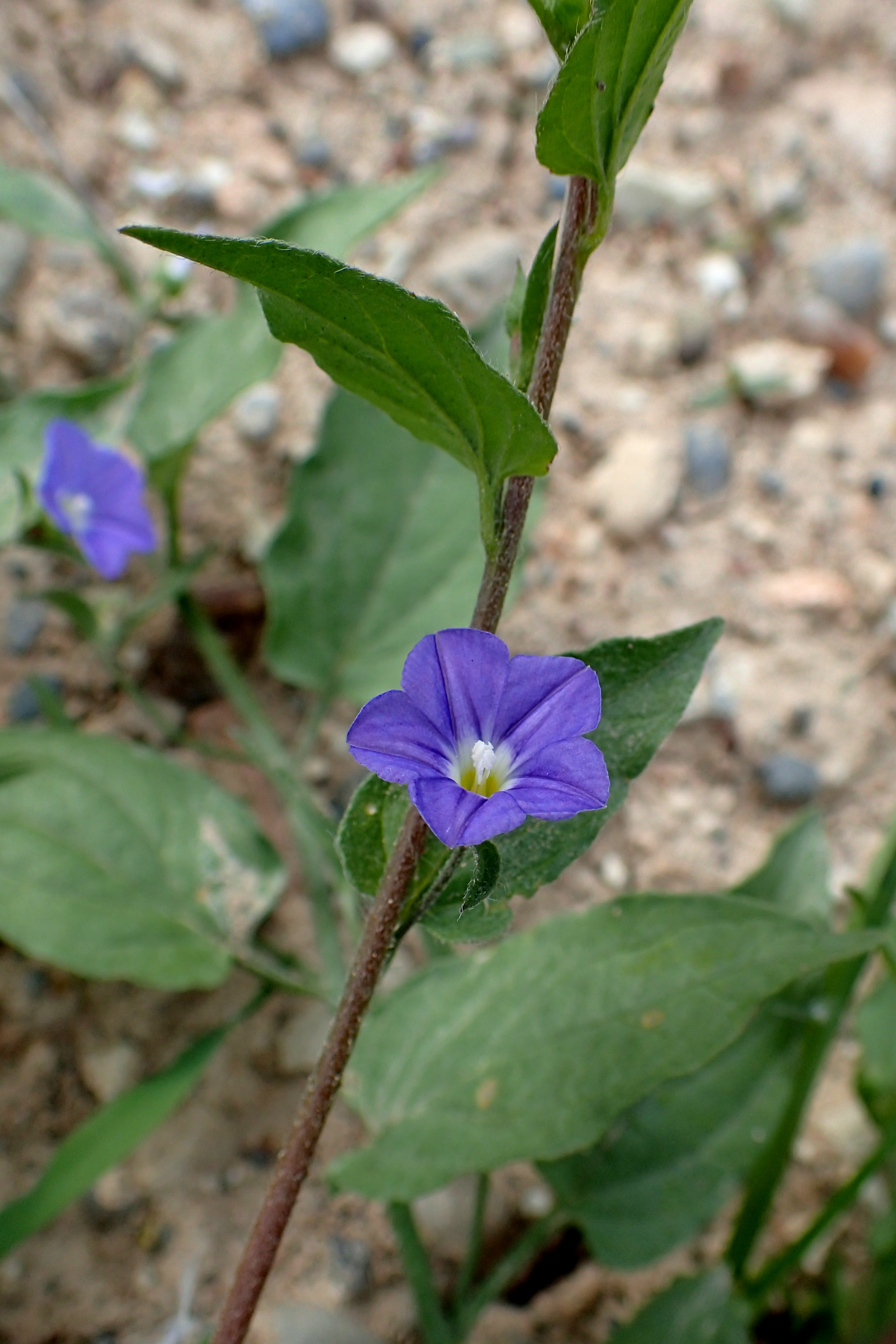
Détail des fleurs.

L'espèce est originaire de la région méditerranéenne, ainsi que des bords de la Mer rouge et de l'Océan Indien, à l'est jusqu'en Inde, au sud jusqu'en Tanzanie, à l'ouest jusqu'au Portugal et au Maroc, au nord jusqu'en France. En France, on le trouve principalement en région Méditerranéenne, sur les rochers et coteaux pierreux du littoral.

## Description
C'est une plante annuelle de 5 à 50 cm, rampante,  aux tiges flexueuses. Ses feuilles sont ovales, tronquées à la base, veinées. Les fleurs, solitaires, sont bleues et de petite taille (7 à 12 mm).

## Sous-espèces
Convolvulus siculus  admet deux sous-espèces :
- Convolvulus siculus subsp. elongatus Batt.
- Convolvulus siculus subsp. siculus

Selon Tropicos (20 décembre 2020) :
- sous-espèce Convolvulus siculus subsp. agrestis Verdc.
- sous-espèce Convolvulus siculus subsp. elongatus Batt.
- sous-espèce Convolvulus siculus subsp. siculus